# Safareig (Pujalt)
El Safareig és una obra de Pujalt (Anoia) protegida com a Bé Cultural d'Interès Local.

## Descripció
Hi havia tres safareigs: el primer era conegut com "el dipòsit" i es va utilitzar com a cisterna on els militars anaven a buscar aigua, el segon allargat i de dimensions petites, tenia una sèrie de piques graonades per la rentada de la roba i higiene personal dels soldats, i per acabar, el tercer, fet amb pedra i de mides de tres o quatre metres de llargària aproximadament, amb un sistema de canalització i desguàs que no va arribar a inaugurar-se mai.
L'aigua era canalitzada de la font de les Tosquelles, situada al costat del safareig, des d'on els militars la feien arribar mitjançant la construcció de diferents registres.

## Història
Durant la guerra civil de 1936-39 s'instal·là a Pujalt la base d'instrucció militar del 18è cos d'exercit republicà, ja que era un bon lloc des del punt de vista estràtegic. Pujalt està situat a la vora de les principals vies de comunicació de la Catalunya central. Estava allunyat del front de batalla i a més oferia la infraestructura i equipaments necessaris per acollir la tropa.
El conjunt de safareigs és un component important dins de la vida al campament de Pujalt.